# 後龍鎮 (台灣)

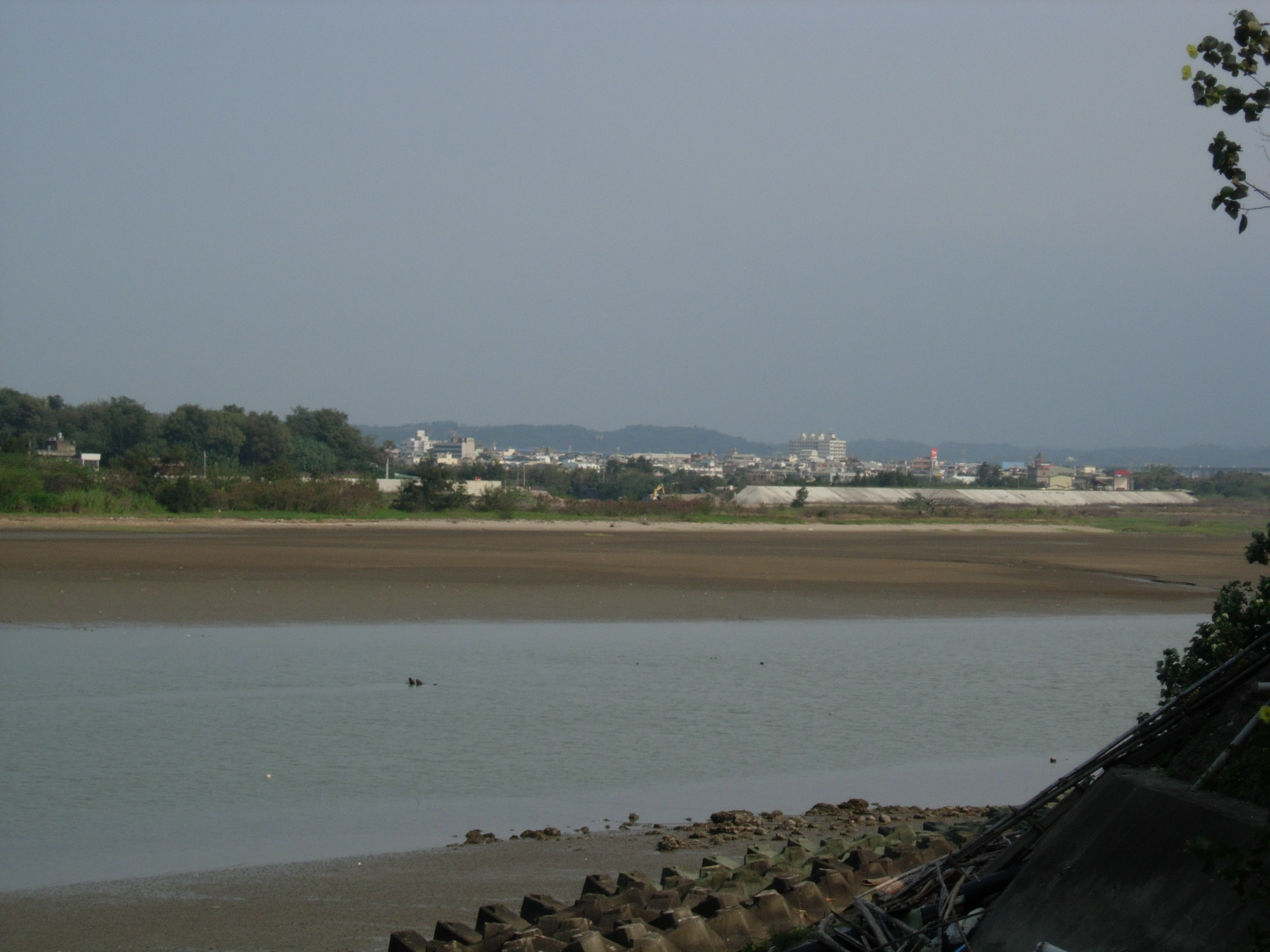
公司寮遠望後龍市區，圖中大樓位於中山路與光華路口

後龍鎮，舊稱「後壠」，前身「後龍鄉」，位於臺灣苗栗縣西部，南鄰苗栗市、西湖鄉及通霄鎮，西鄰台灣海峽，北隔中港溪與竹南鎮為界，東接造橋鄉、頭屋鄉。全境位居苗栗縣沿海地區中央，經濟產業主要為農漁業，並以西瓜、地瓜、花生為特產。2010年代以後隨著高鐵苗栗站的設立，使其成為苗栗縣的新興重點發展地區之一。境內的主要觀光景點有外埔漁港、好望角風景區、客家圓樓、英才書院。

## 歷史
後龍地區舊稱「後壠」，源自於平埔族原住民道卡斯族後壠社，今臺、客口語仍沿襲舊稱。
鄭成功時期，稱後壠社。1812年屬淡水廳後壠堡，1879年後壠堡改稱竹南二堡屬新竹縣，1889年為苗栗一堡後壠。
1895年，清日簽訂《馬關條約》，將臺灣割讓給日本。日治初期，臺灣分為3縣1廳，後龍隸屬臺灣縣:114。1896年，臺灣縣改名臺中縣，縣下置支廳，屬臺中縣苗栗支廳:114－115。1897年改為6縣3廳，屬新竹縣苗栗辦務署。1898年改為3縣3廳，改歸臺中縣。1901年11月，全臺設20廳，後龍隸屬苗栗廳。1902年，苗栗廳下設後壠、通霄、三叉河、大湖、大甲等5個支廳，隸屬苗栗廳後壠支廳。1909年10月改為12廳，屬新竹廳後壠支廳:115。1910年廢街庄並置區，後龍一部分屬後壠區，一部分屬新港區，一部分則屬公司寮區。1920年，日本改臺灣為5州3廳，後龍屬新竹州竹南郡:116。
二戰後1946年2月，後龍庄改為「後龍鄉」，屬新竹縣竹南區。1950年10月25日，調整行政區域並廢區，後龍鄉改隸新成立的苗栗縣:116。1951年4月1日，後龍鄉改制為「後龍鎮」:116－117。

### 後龍庄大字與現今里名對照
| \| 大字名 \| 現今名[1]:126－135[2]:366[3] \| \| ------ \| -------------------------------------- \| \| 後龍 \| 北龍、中龍、南龍、大 \| \| 大山腳 \| 大山、溪洲(上溪洲，下溪洲) \| \| 二張犂 \| 豐富 \| \| 新港 \| 校椅、新民、復興、埔頂 \| \| 苦苓腳 \| 東明、灣寶、海寶、 \| \| 外埔 \| 外埔、海埔 \| \| 水尾子 \| 水尾、秀水 \| \| 公司寮 \| 龍津 \| \| 後壠底 \| 龍坑 \| \| 十班坑 \| 龍坑（名為後壠底、十班坑各取一字而來） \| \| 烏眉 \| 福寧 \| \| 頭湖 \| 福寧 \| \| 灣瓦 \| 中和 \| \| 崎頂 \| 中和 \| \| 過港 \| 南港（里名為過港與南勢山各取一字而來） \| |                                        |
| 大字名 | 現今名:126－135:366                    |
| 後龍 | 北龍、中龍、南龍、大                   |
| 大山腳 | 大山、溪洲(上溪洲，下溪洲)             |
| 二張犂 | 豐富                                   |
| 新港 | 校椅、新民、復興、埔頂                 |
| 苦苓腳 | 東明、灣寶、海寶、                     |
| 外埔 | 外埔、海埔                             |
| 水尾子 | 水尾、秀水                             |
| 公司寮 | 龍津                                   |
| 後壠底 | 龍坑                                   |
| 十班坑 | 龍坑（名為後壠底、十班坑各取一字而來） |
| 烏眉 | 福寧                                   |
| 頭湖 | 福寧                                   |
| 灣瓦 | 中和                                   |
| 崎頂 | 中和                                   |
| 過港 | 南港（里名為過港與南勢山各取一字而來） |

### 道卡斯族後壠社群
後壠社群包括：貓裡社、嘉志閣社、新港社、後壠社以及中港社，統稱後壠五社。後來，新港社，分東、西兩社，在今日後龍鎮新民里；後壠社，在後龍鎮龍津里南社和田厝。社群分布地包括今日苗栗縣後龍鎮、造橋鄉、竹南鎮、頭份市、三灣鄉、頭屋鄉、公館鄉、以及苗栗市和西湖鄉，其中又以後龍溪最為主要。

## 地理

### 地形
全境主要地形為丘陵，西邊靠近臺灣海峽，處於後龍溪下游平原。地形平坦。
- 海岸砂丘：沿海地區
- 河岸沙丘：溪洲砂崙湖
- 沖積平原：豐富、大庄里、校椅里、北龍里、南龍里、中龍里、溪洲里、水尾里，龍坑里、龍津里沿溪一帶。
- 丘陵：海寶、灣寶里、東明里、埔頂里、校椅里
- 臺地：龍津、龍坑里、福寧里、中和里、南港里
- 河階：西湖溪下游兩岸，中和里、福寧里。[4]:36－40

### 水文
- 後龍溪：是苗栗市、頭屋鄉的界溪，來到後龍鎮後，同樣也將後龍分為兩大區域的地理景觀。現今後龍人口集中的平原便是由其沖積而成，出海口則有台61線的後龍觀海大橋橫跨兩岸。
- 西湖溪：又稱打哪八溪，流經中和、福寧二里
- 中港溪：竹南與後龍之界溪，以玄寶大橋連接兩岸
- 過港溪：通霄與後龍之界溪，北側是後龍過港聚落，南側是通霄白沙屯

### 氣候
後龍鎮位在北回歸線以北，屬於副熱帶季風氣候。全年氣溫由1月至7月逐月上升，進入8月後便開始逐月下降。年均溫約在攝氏22度以上，月均溫最高為7月的28.3度，最低為1月的14.9度:70。年平均降雨量約在1,200至1,500毫米之間，雨量集中於5月至8月。

### 人口
根據苗栗縣政府民政處統計，2024年底後龍鎮戶數約1.3萬戶，人口約3.4萬人，鎮內人口最多與最少的里分別是大庄里與龍津里，2024年底兩里人口分別為5,156人與614人。與苗栗縣其他地區相同，後龍鎮面臨人口老化與少子化的問題，後龍鎮總人口中，14歲以下人口佔比僅有9.27%，15至64歲人口佔比70.12%，65歲以上人口則佔比20.61%。

#### 族群分布
後龍鎮居民結構由「多重認定」準則抽樣調查，推估閩客比例約83:33。若依後龍鎮世居家族祖籍地調查，閩客比例約為79:11，和同為沿海四鎮的竹南、通霄、苑裡為苗栗縣少數閩南人占多數的區域。此外，並有早期由平埔族原住民歸化之人口數一、二百人，則佔百分之二．五。臺語系之人大部份居住靠海邊地區，客語系之人居住在靠東邊丘陵地地區。

#### 生活圈

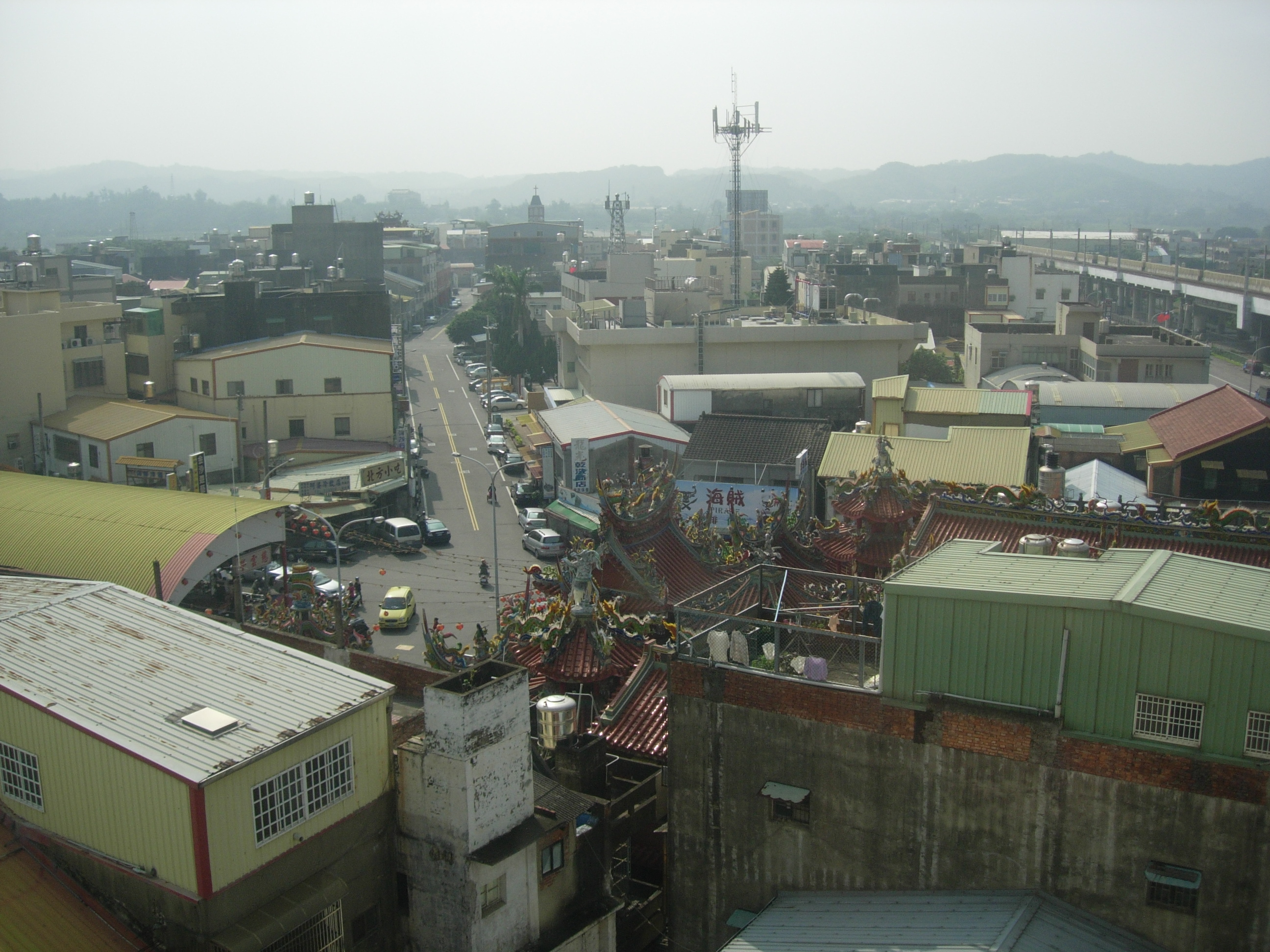
後龍市區人口集中，前方為慈雲宮及三民路

後龍距苗栗市約10分鐘車程，除日常用品，中高級消費則往苗栗市購買，因此屬於苗栗次生活圈的一塊，國道三號開通後，拉近了後龍與新竹的距離，新竹市也成了後龍居民的消費去處。

## 政治

### 歷任首長
以下所列者為後龍鎮歷任鎮長:185。
| 任次     | 姓名   | 備註               |
| -------- | ------ | ------------------ |
| 官派     |        |                    |
| 1        | 陳愷悌 |                    |
| 代表選舉 |        |                    |
| 1        | 蔡咸陽 |                    |
| 2        | 葉金湖 |                    |
| 民選     |        |                    |
| 1        | 吳釵   |                    |
| 2        | 吳釵   |                    |
| 3        | 朱萬定 | 任內因車禍過世:185 |
| 3        | 楊黃鎰 | 補選上任           |
| 4        | 陳義祥 |                    |
| 5        | 陳義祥 |                    |
| 6        | 蔡咸銓 |                    |
| 7        | 李明儒 |                    |
| 8        | 李明儒 |                    |
| 9        | 洪宏森 |                    |
| 10       | 洪宏森 |                    |
| 11       | 廖紹欽 |                    |
| 12       | 廖紹欽 |                    |
| 13       | 黃丙煌 |                    |
| 14       | 黃丙煌 |                    |
| 15       | 鄭家定 |                    |
| 16       | 鄭家定 |                    |
| 17       | 朱秋隆 |                    |
| 18       | 朱秋隆 |                    |
| 19       | 謝清輝 | 現任               |

### 鎮政組織
後龍鎮公所是後龍鎮最高層級的地方行政機關，在中華民國政府架構中為鎮自治的行政機關，同時負責執行縣政府及中央機關委辦事項，後龍鎮的自治監督機關為苗栗縣政府。鎮長由全體鎮民直接選舉產生，任期為四年，可連選連任一次。後龍鎮公所並置鎮政會議，為鎮政最高決策機構，在鎮長之下，設有6課3室等9個內部單位及3個附屬機關。
後龍鎮民代表會是後龍鎮的最高民意機關，代表後龍鎮全體鎮民立法和監察鎮政。鎮民代表由公民直選選出，任期為四年，可連選連任。後龍鎮民代表會共有11位鎮民代表，分別為第一選區4席鎮民代表、第二選區2席鎮民代表、第三選區3席鎮民代表、第四選區2席鎮民代表，主席、副主席由11位鎮民代表互選產生。

### 行政區
現今後龍鎮行政範圍的確立，來自於1920年，日本將臺灣十二廳改為五州二廳，設後龍庄屬新竹州竹南郡。後龍庄轄後龍、苦苓腳、大山腳、外埔、水尾子、新港、二張犁、公司寮、十班坑、後龍底、烏眉、頭湖、灣瓦、崎頂、過港等15個大字:156。1946年，改為「後龍鄉」，屬新竹縣竹南區。1950年，調整行政區域，後龍鄉改隸新成立的苗栗縣。1951年4月1日，後龍鄉改制為後龍鎮:166。
後龍鎮共轄23個里，其行政區域分布情形為：
| 後龍鎮行政區劃 |        |        |        |        |        |
|                |        |        |        |        |        |
| 次分區         | 里名   | 里名   | 里名   | 里名   | 里名   |
| 市街區         | 中龍里 | 北龍里 | 南龍里 | 大     | 溪州里 |
| 新港區         | 豐富里 | 校椅里 | 新民里 | 復興里 | 埔頂里 |
| 濱海區         | 外埔里 | 海埔里 | 秀水   | 水尾里 |        |
| 大山區         | 東明里 | 大山里 | 海寶里 | 灣寶里 |        |
| 溪南區         | 龍坑   | 龍津里 | 福寧里 | 中和里 | 南港里 |

## 經濟活動

### 商業歷史
公司寮漁港的同興街曾是後龍鎮最繁榮地帶，是聞名的商業街與煙花巷，即所謂的「番婆溝巷」:133，公館埔位於新港地區的市場一帶，為新港社最早開發的地區，早期人口密集，商業繁榮，店舖之多僅次於後壠街，後壠港市於清時設在後龍溪北岸，距港口大約一公里處。後龍以具有港口機能形成聚落，並成為鄰近鄉庄的商業中心，市街商舖一方面聚集各地物產對外輸出，一方面將台灣本島或大陸內地輸入的物品分銷至各地，鄉民亦可直接來此消費交易:297。南龍里以前曾是繁華市區，但自後龍市集商圈往中、北龍及大庄移動後，便成「街尾」沒落下來。北龍里自第二市場遷建此後，商業鼎盛，從商者日多，成商業中心:127。

### 現況發展

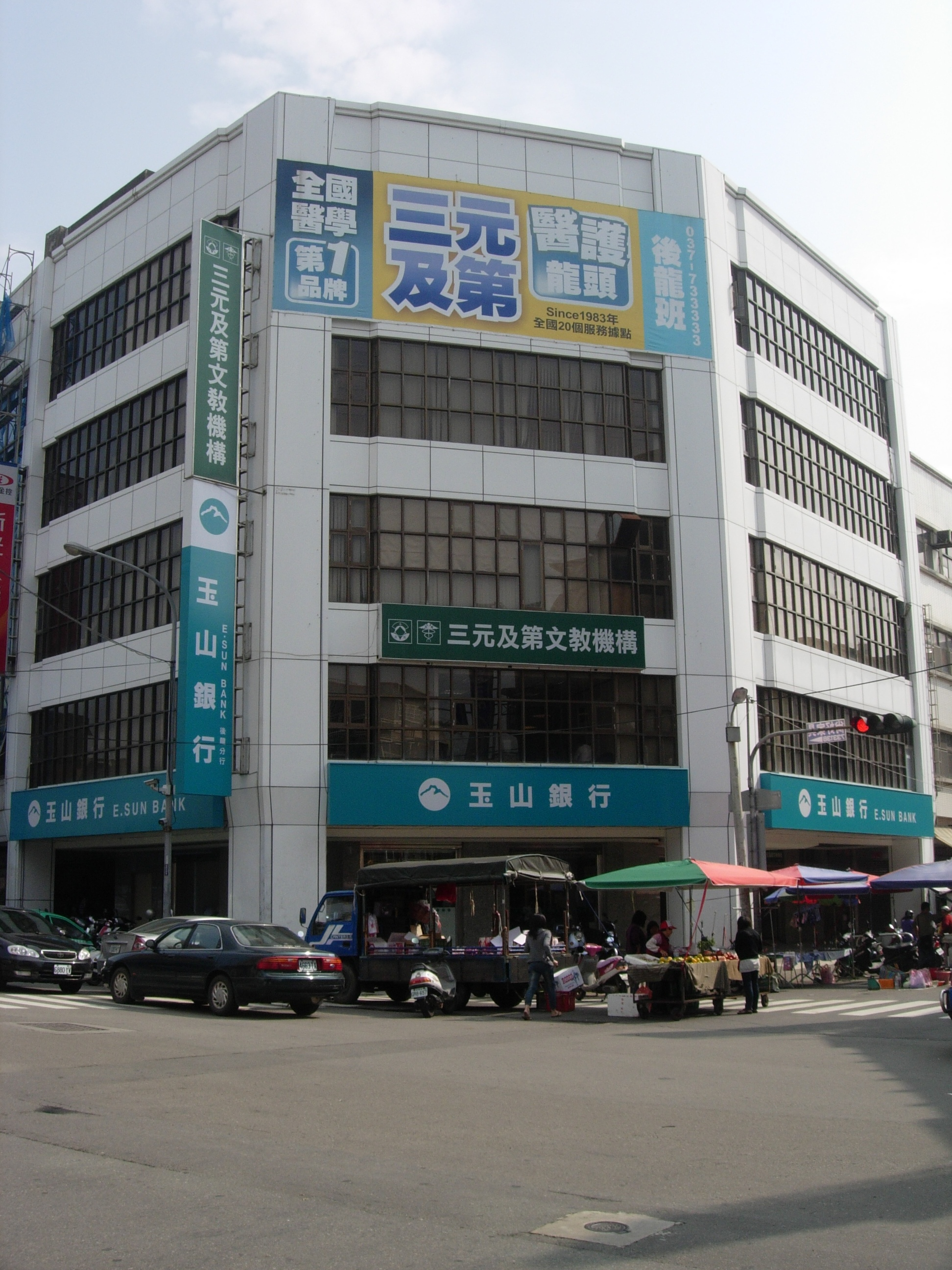
玉山銀行後龍分行

- 後龍市區現以火車站前的中華路、中北街及中正路為三條商家集中的路段
  - 中華路是市區內幹道，車流量不小。
  - 中北街則是搭乘火車來往後龍的旅人所接觸的第一條商街，店面集中。
  - 中正路是第二條重要的市區道路，北至第二市場，南往中龍街。
  - 近年來隨著市區擴張，已有沿中山路發展至光華路的現象，中山路上的頂好超市、燦坤3c、全國電子等連鎖店都在此一路段上設立。
- 傳統市場在第一市場遷至第二市場後，現今僅有幾商家在馬路旁販售，商業活動移至第二市場週邊，及中華路至中正路之間的中山路上也是鎮上熱鬧的市集。

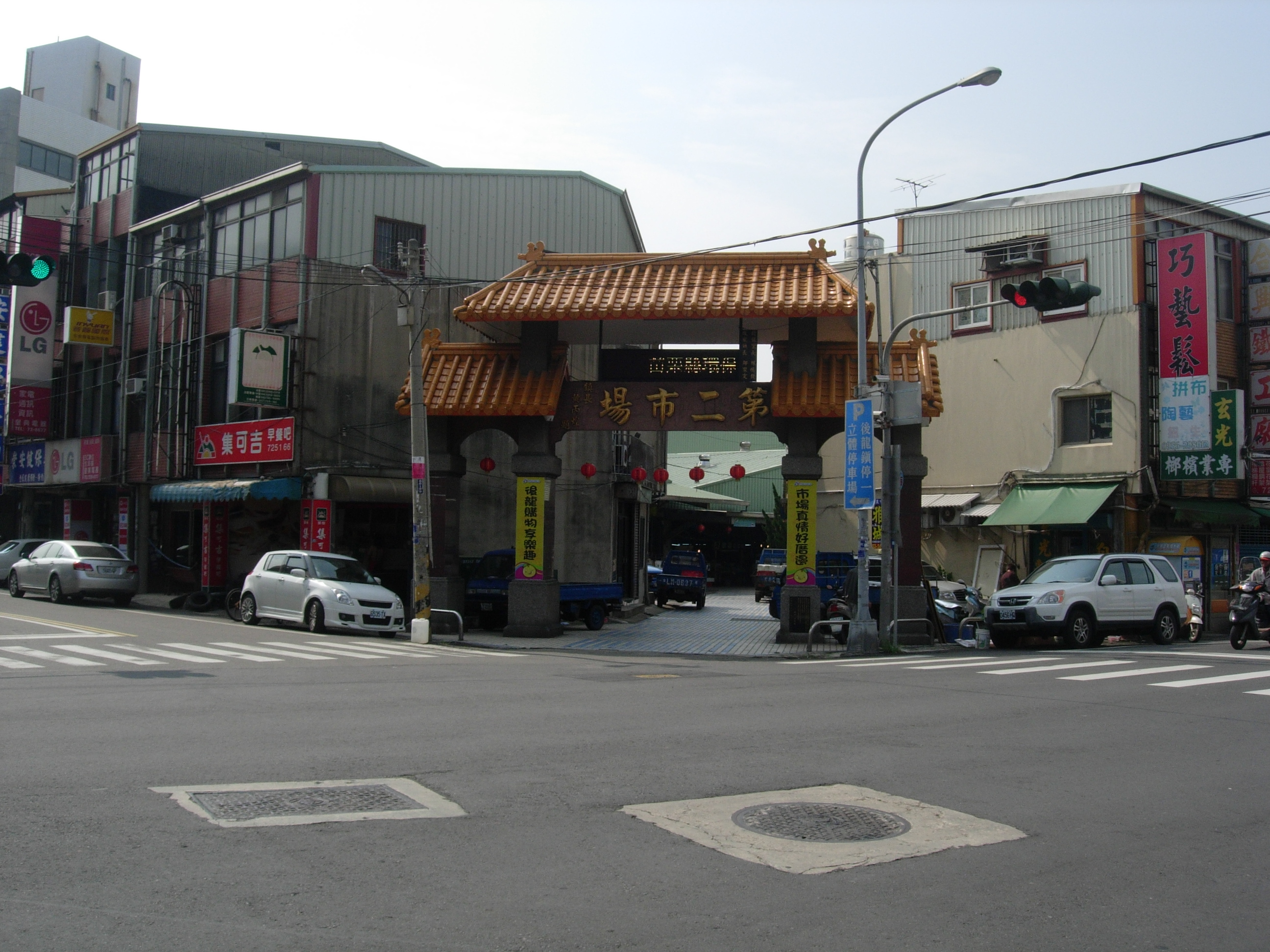
後龍第二市場

- 在慈雲宮週邊的三民街、中龍街、中市街等三路段是較早形成的街道，隨著商圈轉移，現以藥房、香舖、小吃等商家數量較多，慈雲宮廟前有為數不少的小吃店面，可說是鎮上的美食聚集地。

### 金融機構
鎮上的金融機構有渣打國際商業銀行後龍分行、國泰人壽、新光人壽、後龍鎮農會、南龍區漁會、後龍郵局、玉山銀行後龍分行等。

### 連鎖超市
| 店家名稱     | 營業時間    | 服務地址                  | 備註 |
| ------------ | ----------- | ------------------------- | ---- |
| 家樂福超市   | 24H         | 中山路116-120號           |      |
| 全聯福利中心 | 08:00~22:30 | 中華路55-6、55-7、55-15號 |      |

## 交通
後龍地區為交通要道，轄內共有四個火車站，一個高鐵站、兩個高速公路交流道（國道3號）、兩條南北向省道通過（台1線、台61線），及兩條東西向省道（台6線、台72線）起點，交通便利，前往苗栗市區約5～15分鐘車程，臺北市區約1小時10分車程，臺中市區約50分鐘，新竹市區約30分鐘。

### 鐵路
台灣高速鐵路
- 台灣高鐵：高鐵苗栗站

臺灣鐵路管理局

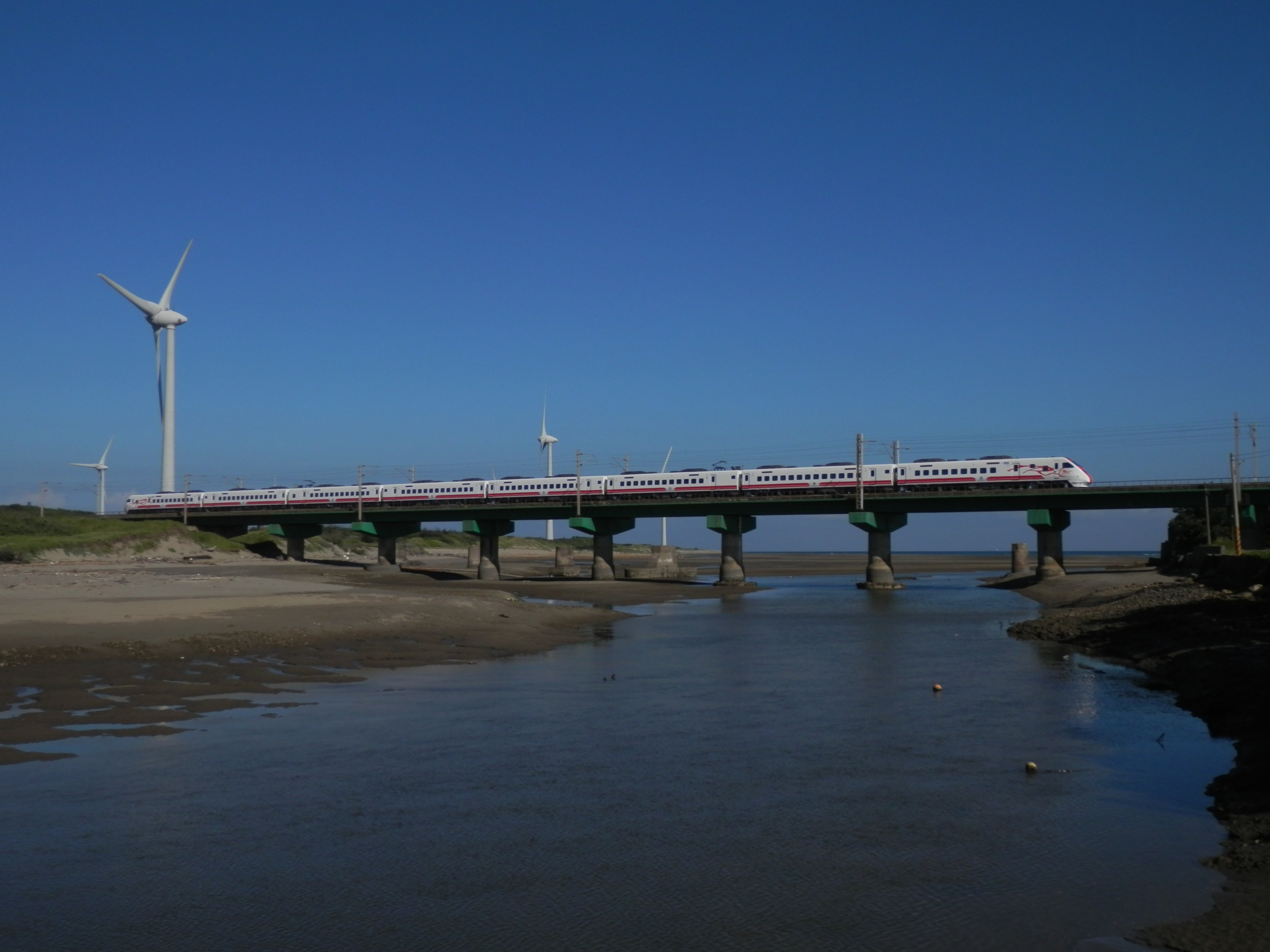
西湖溪出海口的海線鐵路「下三叉河橋」

- 海岸線：大山車站 - 後龍車站 - 龍港車站
- 臺中線：豐富車站

### 公路
- 國道三號（福爾摩沙高速公路）
  - 後龍收費站（122）：雖名為後龍收費站，實際位置是在造橋鄉龍昇村（已於2013年12月30日實施計程收費後廢除）。
  - 大山交流道（124）
  - 後龍交流道（130）

- 台1線
- 台6線
- 台13甲線
- 台61線（西濱快速公路）
  - 大山平交匝道（99）
  - 外埔平交匝道（101）
  - 溪洲交流道（102）
  - 後龍交流道（105）
  - 赤土崎交流道（109）
- 台72線（東西向快速公路－後龍汶水線）
  - 後龍端（2）
  - 新港交流道（5）
  - 造橋交流道（6）
- 縣道119線：後龍鎮－西湖鄉－銅鑼鄉－三義鄉
- 縣道126線：後龍鎮外埔－頭屋鄉－明德水庫－獅潭鄉

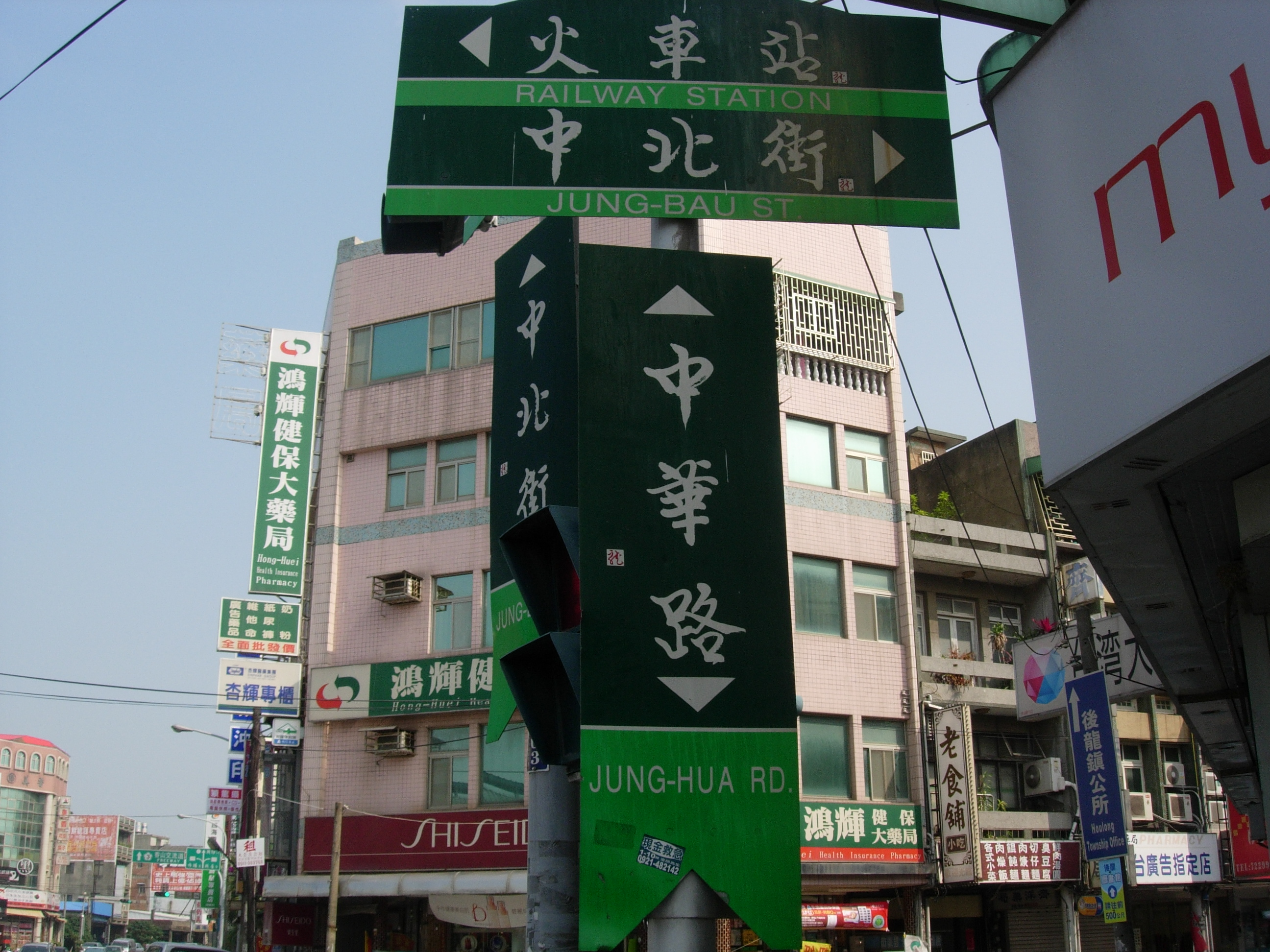
後龍鎮街道路牌

- 高鐵苗栗站聯外道

### 客運

#### 苗栗客運
- 5807：新竹－後龍
- 5807A：新竹－後龍（經高鐵苗栗站）
- 5808：高鐵苗栗站－大甲
- 5811：竹南－後龍
- 5815：高鐵苗栗站-苗栗－國立聯合大學－五湖－三湖－灣瓦
- 5816：苗栗－田寮－仁德醫護管理專校－外埔

#### 亦捷科際
- 5667：後龍－十班坑－三湖
- 5668：苗栗－十班坑－後龍－通霄鎮公所
- 5669：苗栗－十班坑－後龍

## 教育

### 大專院校
- 私立仁德醫護管理專校

### 國民中學
- 苗栗縣立後龍國民中學
- 苗栗縣立維真國民中學 （页面存档备份，存于）
- 苗栗縣立新港國民中小學國中部

### 國民小學
- 苗栗縣後龍鎮後龍國民小學 （页面存档备份，存于）
- 苗栗縣後龍鎮中和國民小學 （页面存档备份，存于）
- 苗栗縣後龍鎮同光國民小學 （页面存档备份，存于）
- 苗栗縣後龍鎮海寶國民小學 （页面存档备份，存于）
- 苗栗縣後龍鎮溪洲國民小學 （页面存档备份，存于）
- 苗栗縣後龍鎮大山國民小學 （页面存档备份，存于）
- 苗栗縣後龍鎮外埔國民小學 （页面存档备份，存于）
- 苗栗縣後龍鎮成功國民小學 （页面存档备份，存于）
- 苗栗縣後龍鎮龍坑國民小學 （页面存档备份，存于）
- 苗栗縣立新港國民中小學國小部
- 苗栗縣後龍鎮富田國民小學(1962-2014)：苗栗縣後龍鎮豐富里55號

## 建築特色
後龍鎮內有四處巴洛克式建築，分別為中華路上的陳家古厝（已被拆除）、火車站前的豐春醫院（已停業，目前是私宅及作為基督教聚會地點)、中正路上的杜家古厝、南龍里謝瑞台宅:481－482，以及同興（彎龜溝）老街上的老街建築，都富有歷史價值。

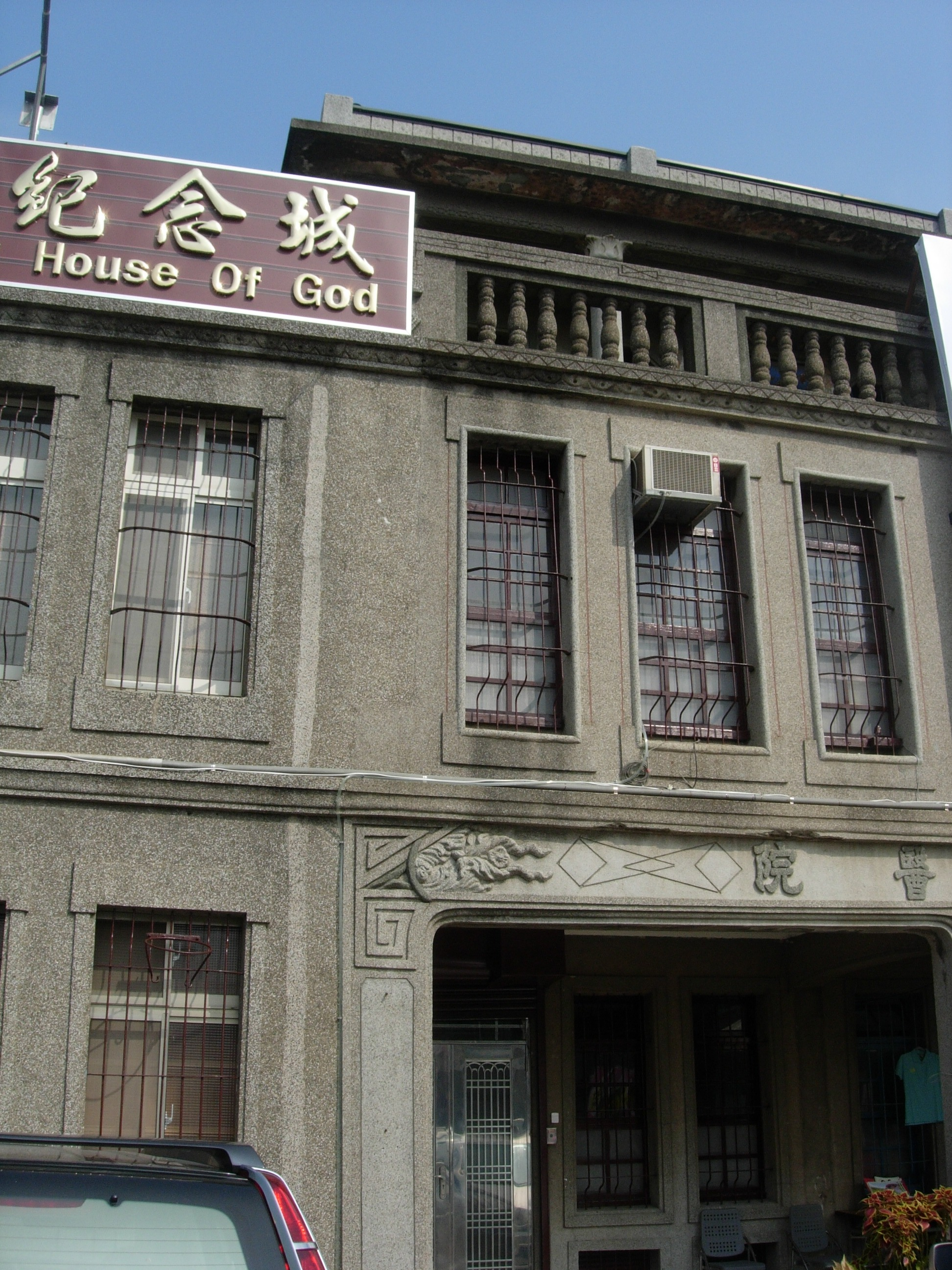
豐春醫院
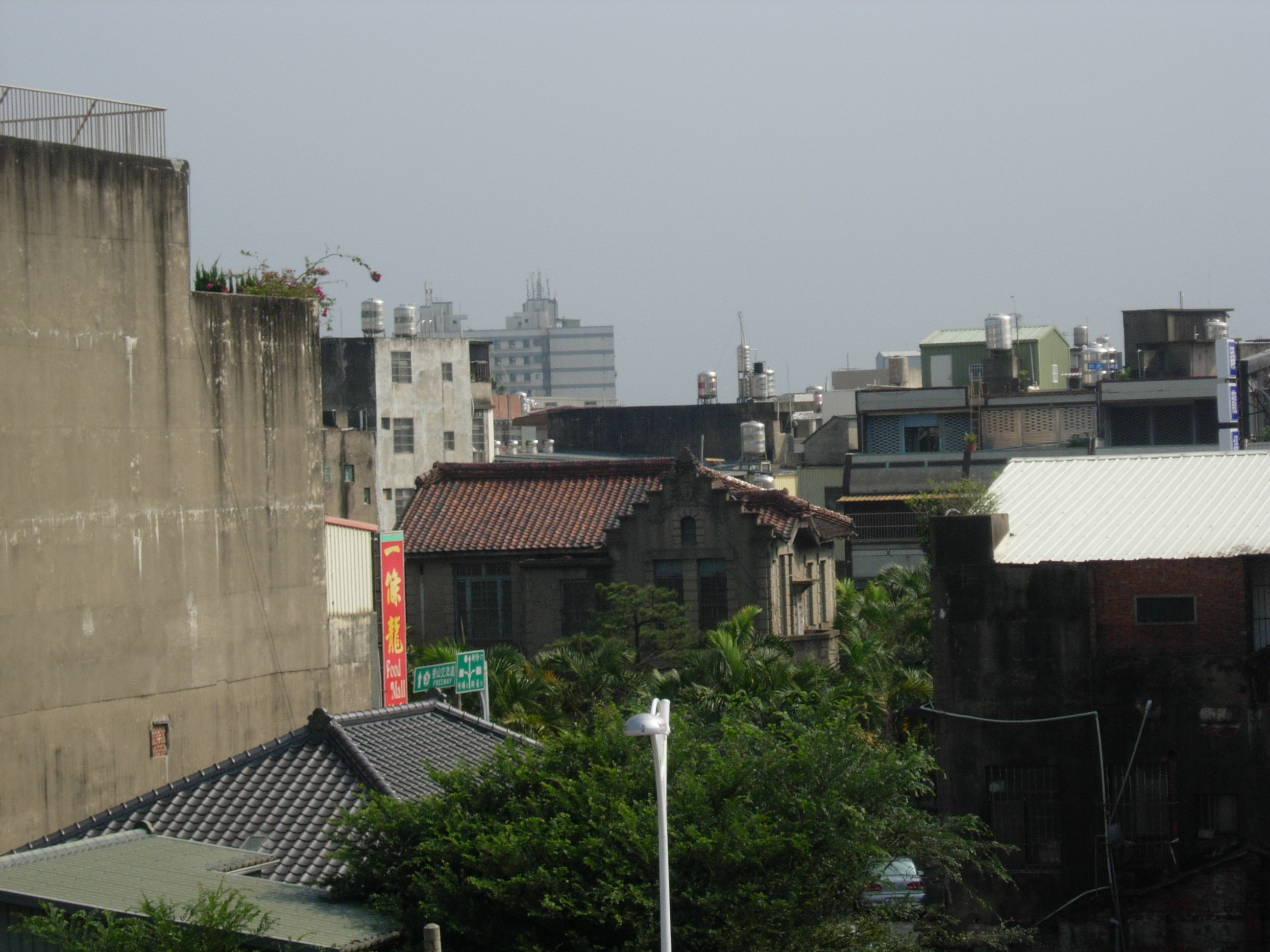
陳家古厝（已被拆除）
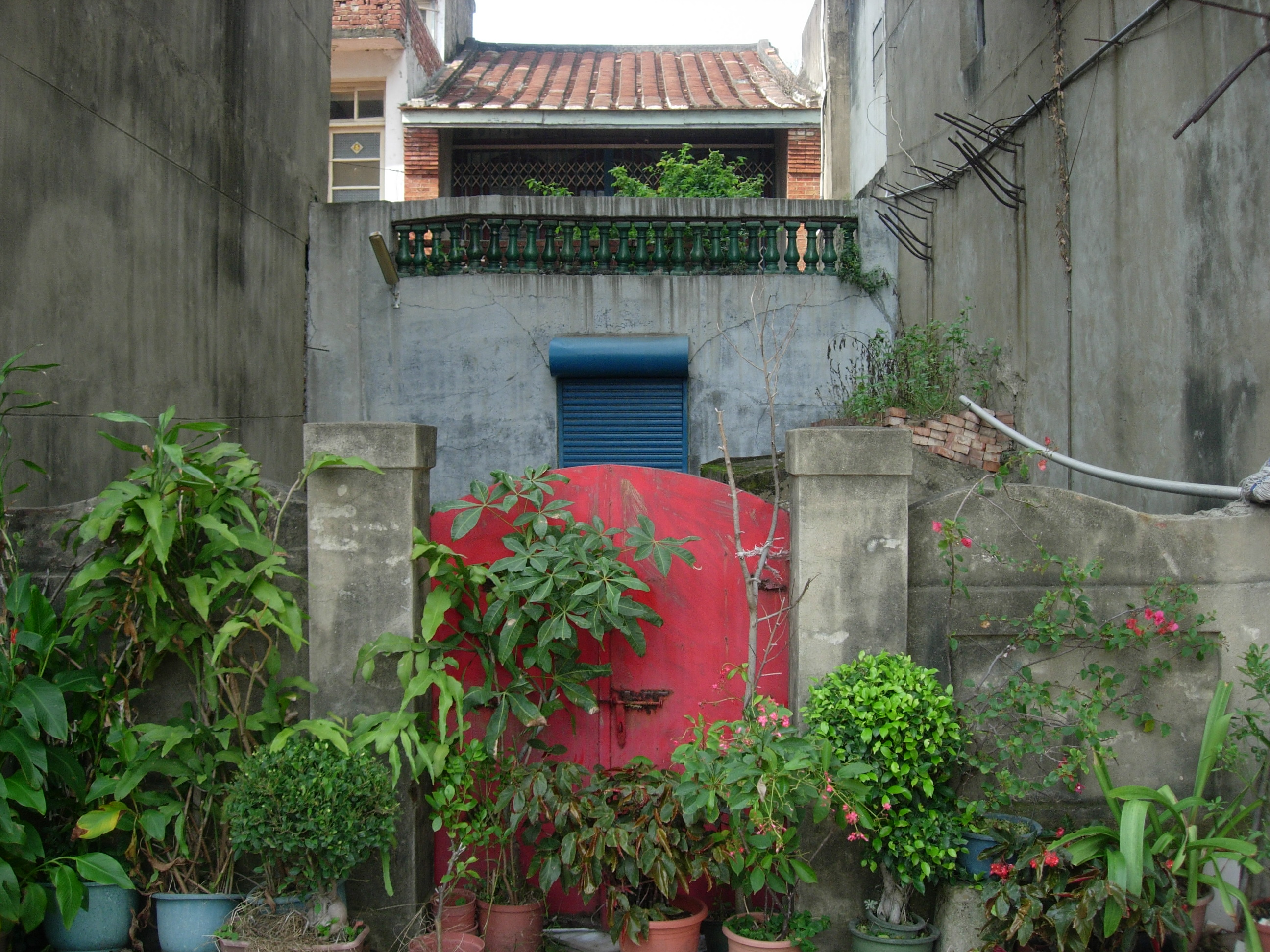
杜家古厝
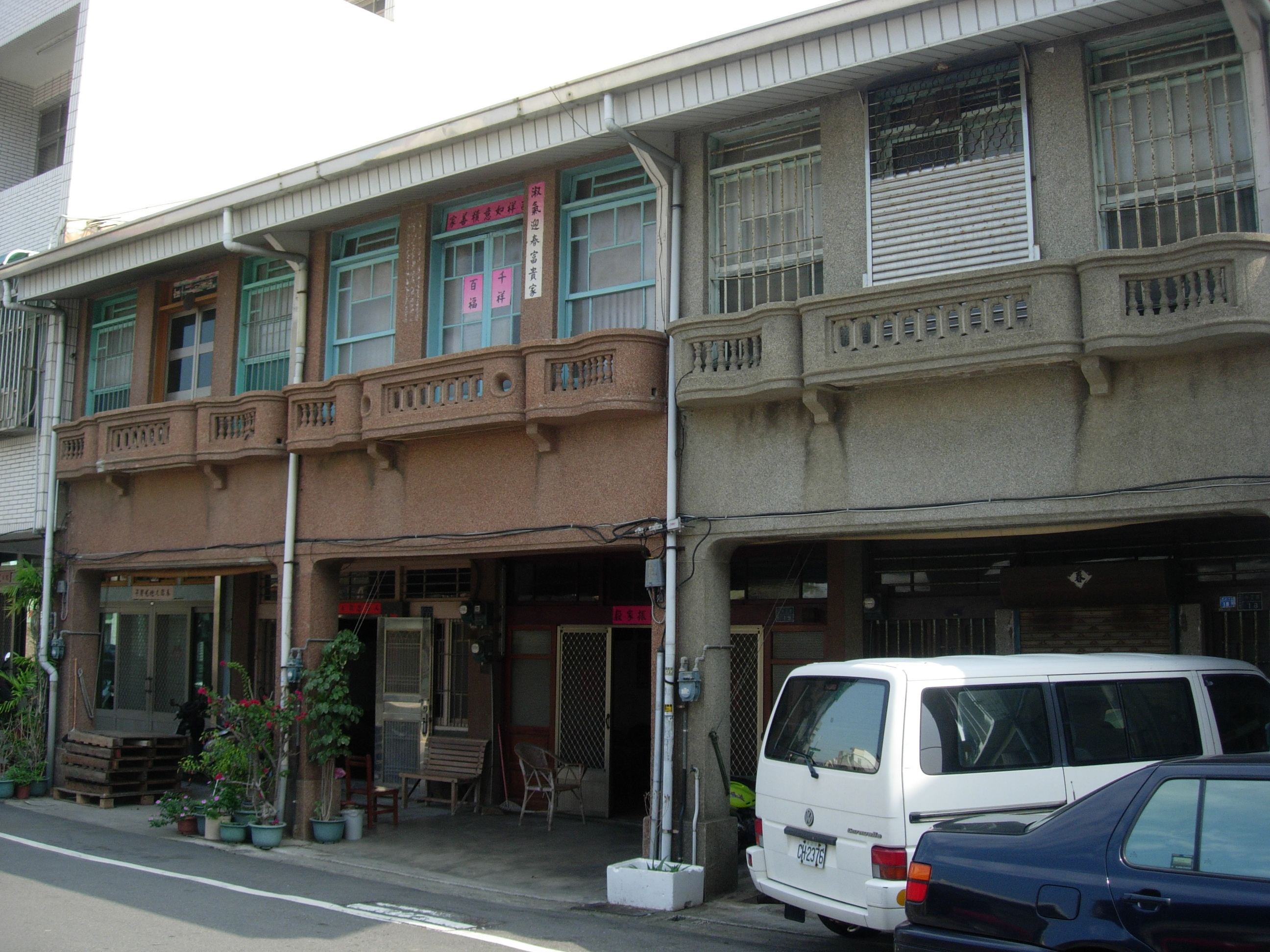
謝瑞台宅
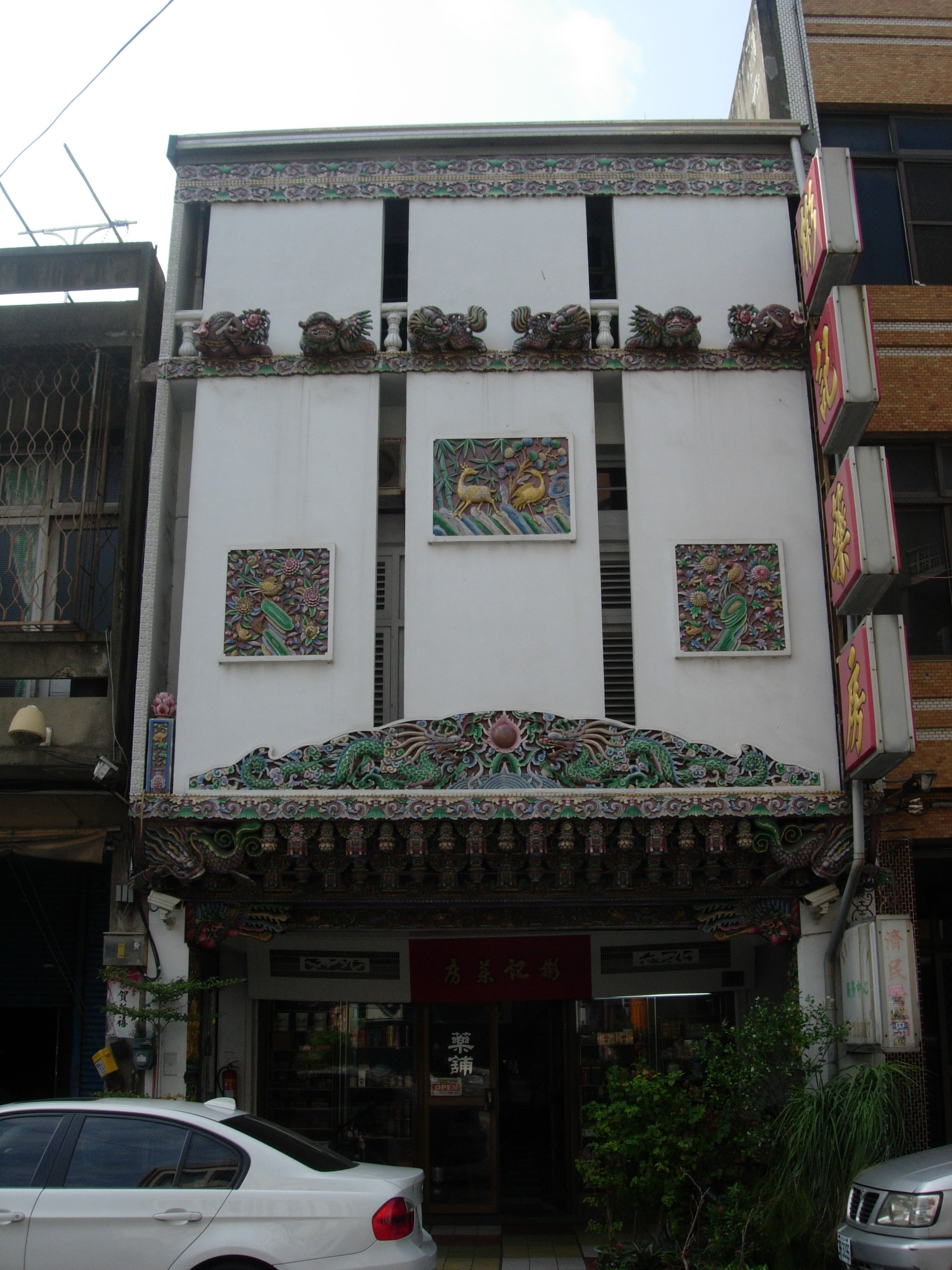
彬記藥房
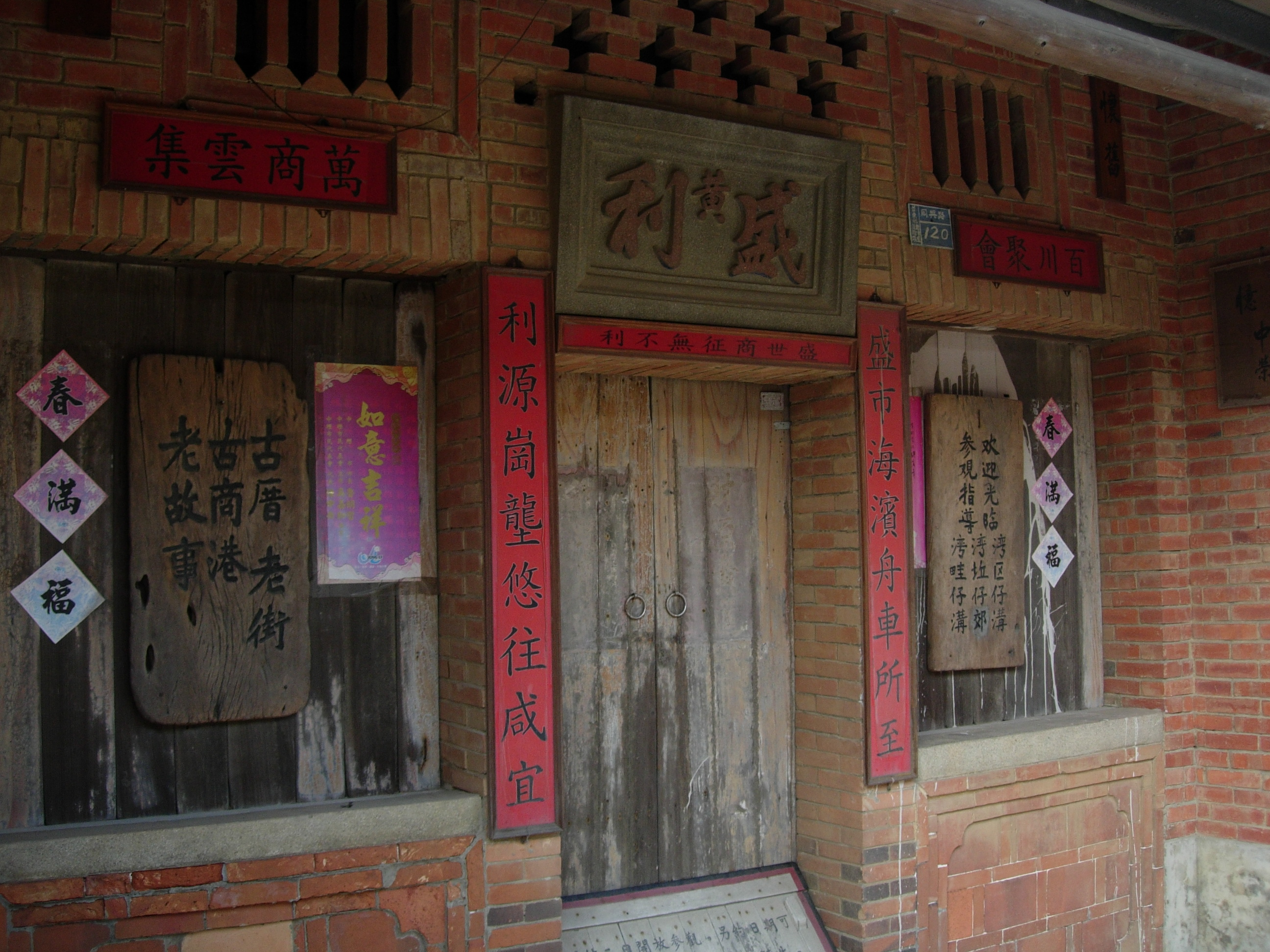
同興老街
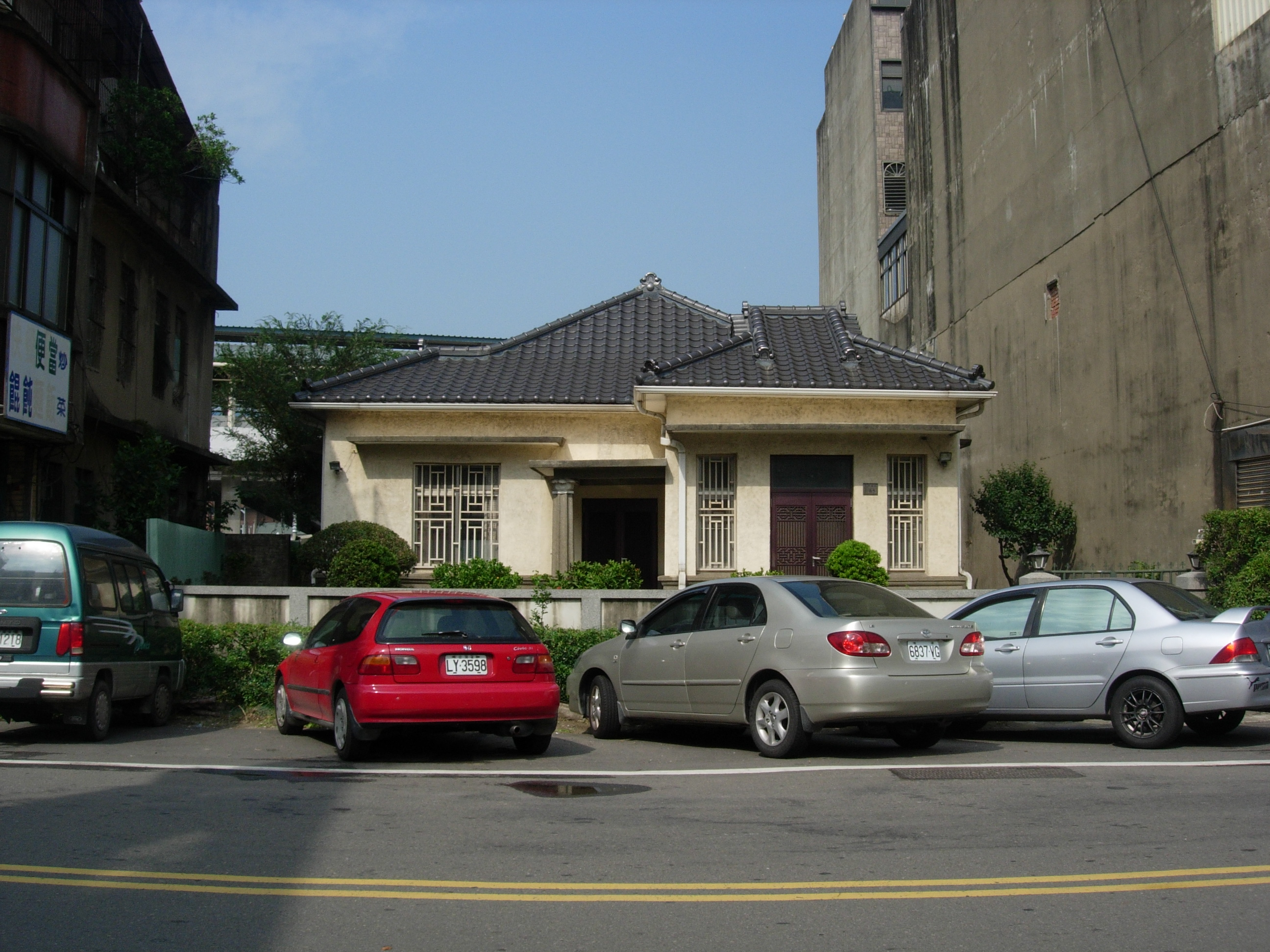
陳家古厝對面的日式建築

## 旅遊

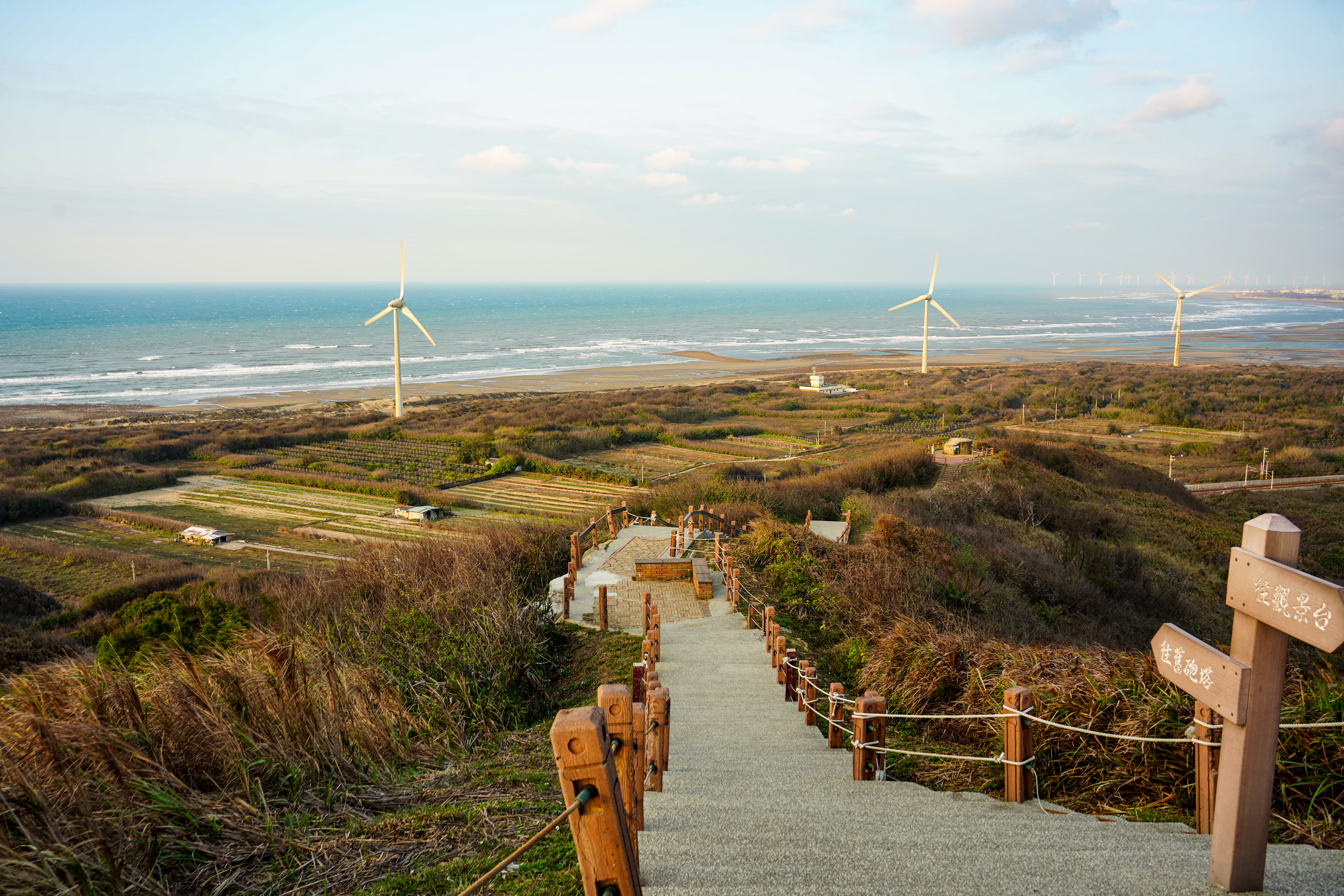
後龍好望角

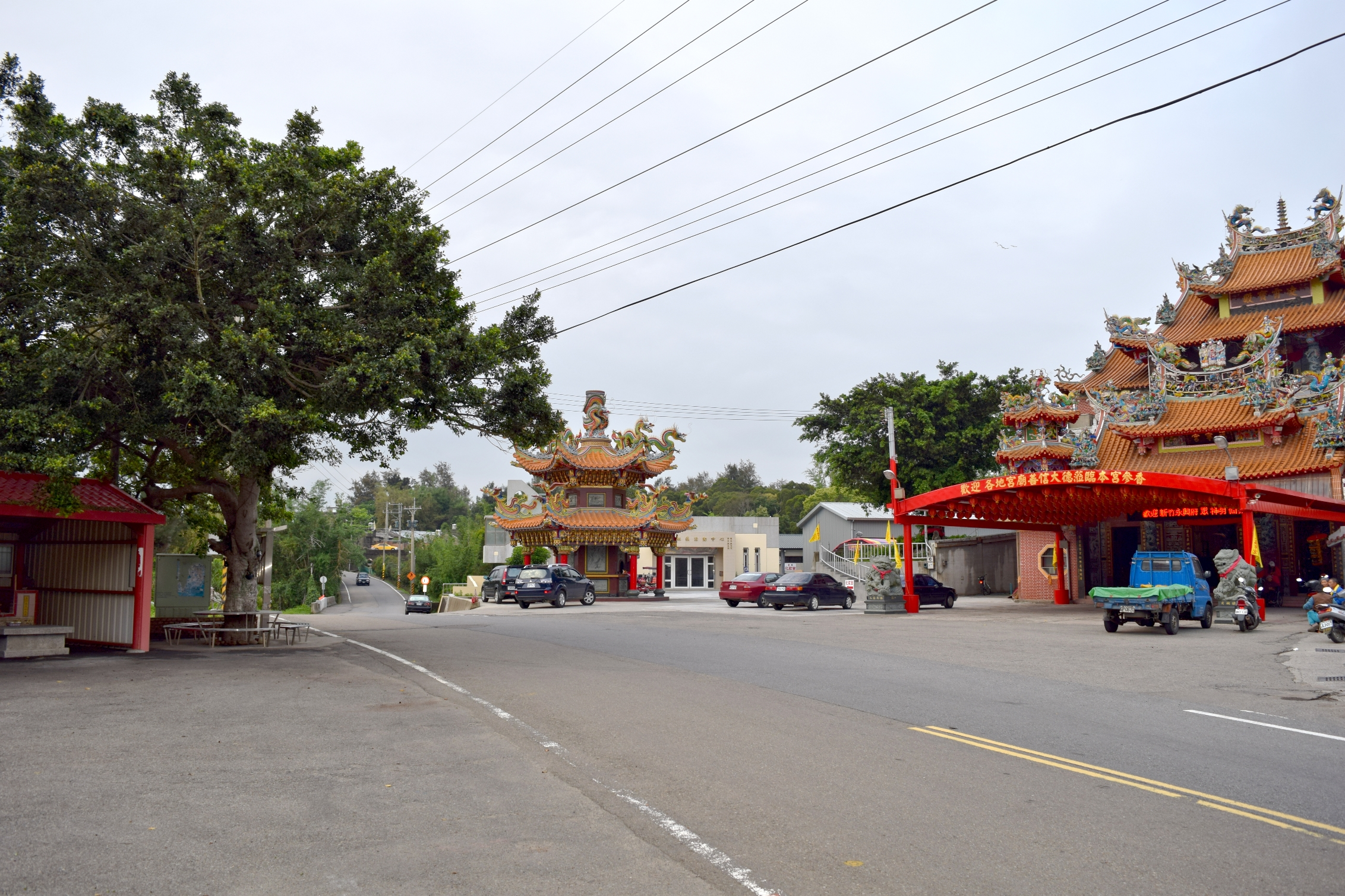
後龍福寧宮（位於福寧里一樓正殿供奉倪府千歲；二樓正殿供奉天上聖母；三樓正殿供奉玉皇大帝）

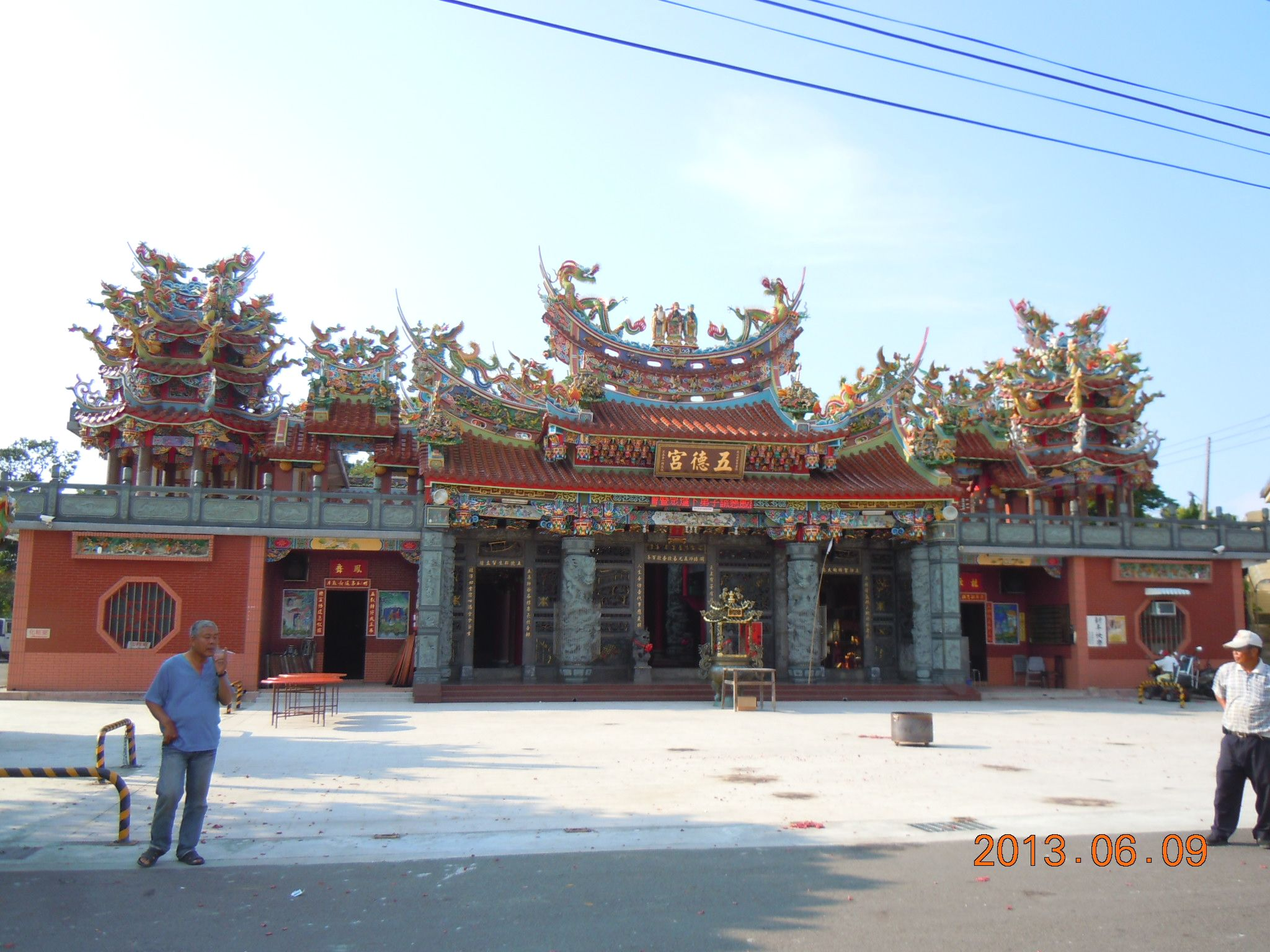
後龍五德宮（位於東明里）。

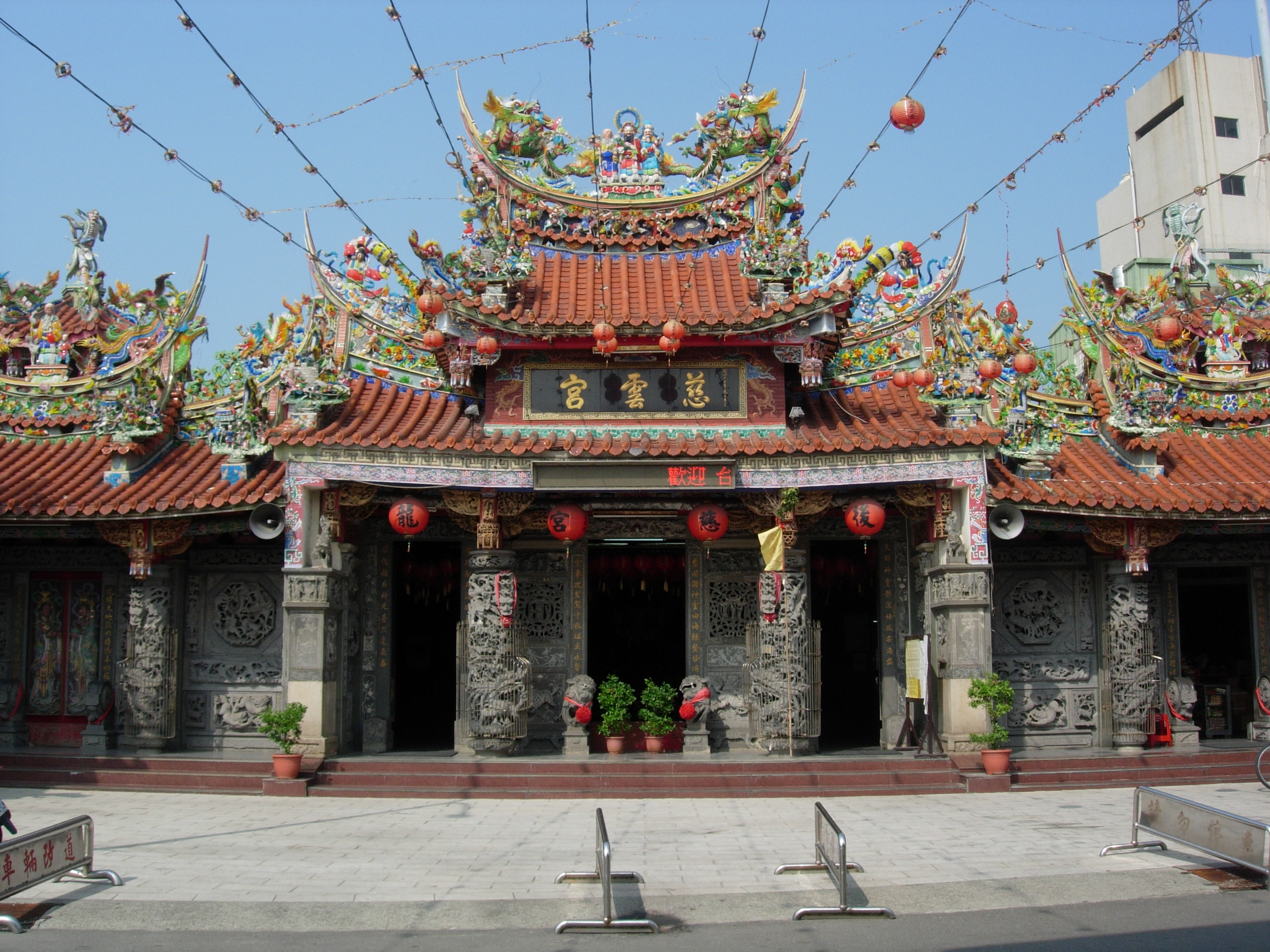
後龍慈雲宮

### 車站區景點
- 大山木造車站

### 濱海區景點
- 龍港漁港：舊稱公司寮漁港。
- 媽靈宮
- 後龍濱海遊憩區
- 外埔漁港
- 水尾海水浴場
- 後龍外埔石滬：已登錄為文化景觀
- 下三叉河橋
- 後龍好望角
- 過港貝化石層
- 白沙屯隧道群 (後龍過港隧道)

### 觀光景點

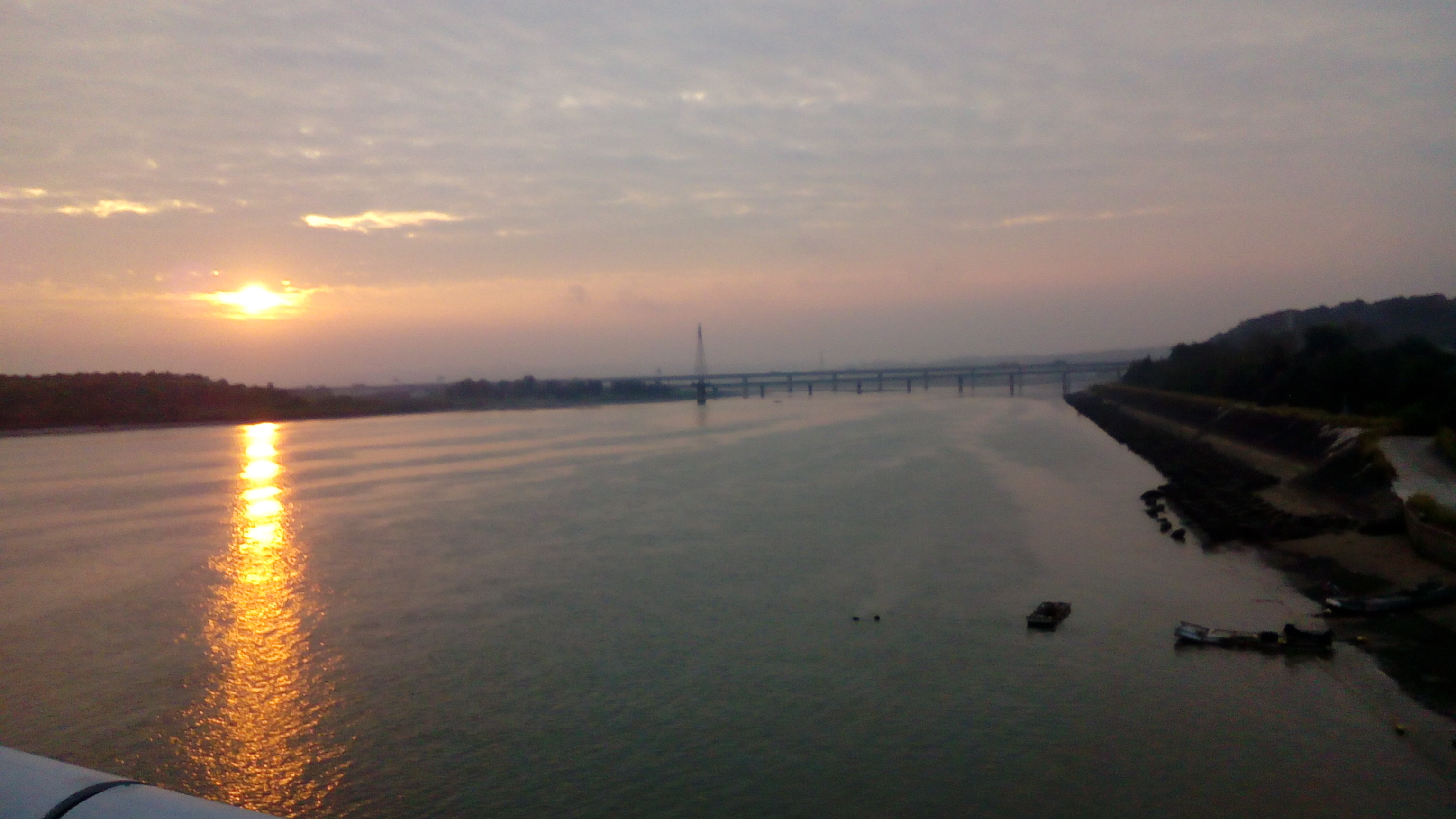
中港溪日出(台61線)

- 鄭崇和墓：國定古蹟。
- 台灣水牛城（網站 （页面存档备份，存于））：原為後龍觀光運河。
- 大山森林公園
- 同興老街
- 後龍夜市
- 灣瓦國姓蟯貝保育區

### 宗教景點
- 後龍-福寧宮：位於福寧里烏眉97之1號，為倪府王爺開基祖廟
- 後龍-太龍宮：位於龍坑里埔仔頂48之1號，創建於1741年，主祀朱府王爺
- 大山-受天宮：位於大山里下大山脚53之6號
- 後龍-五德宮：位於東明里頂浮尾55號
- 後龍-清海宮：位於南港里山邊114之1號，後龍石雕大媽祖廟
- 外埔-合興宮：位於海埔里海埔16號，有送王船的習俗
- 後龍-順天宮：位於南龍里南龍街144號，已有200年歷史
- 後龍-慈雲宮：位於中龍里三民路120號，為後龍鎮年代最久遠廟宇
- 龍港-五福宮：位於龍津里公司寮50之1號
- 後龍-紫雲宮：位於新民里東社30號
- 後龍-乾富宮：位於龍津里南社171之19號
- 山仔頂-北極宮：位於灣寶里下灣寶庄124號，為開基玄天上帝廟
- 後龍-真武宮：位於海寶里海口125之1號
- 新蓮寺：位於校椅里圪仔路41號，佛寺，也有供奉王昭君
- 後龍-媽靈宮：位於南港里赤土崎83號，主祀「大眾媽」
- 埔頂-上帝宮：位於埔頂里中心路76號，紅面玄天上帝廟
- 埔頂-厝奉宮：位於埔頂里厝勝路221之10號，後龍太子爺廟
- 大庄-和興宮：位於大庄里大庄22之1號
- 後龍-迴天宮：位於中和里海口67之4號，全臺二郎神開基祖廟
- 後龍秀水里-武德宮：位於秀水里秀水27之1號，供奉玄天上帝，建廟已160年
- 後龍水尾里-天文宮：位於水尾里水尾9之5號，供奉包府千歲（包公）
- 溪洲-中興宮：位於溪洲里砂崙湖85號
- 興山寺：位於大山里上大山脚73之2號

## 特產
- 黑豆
- 土雞
- 甘藷
- 花椰菜
- 龍質米

### 後龍三寶
- 西瓜
- 番薯
- 花生

## 外部連結
- 後龍鎮公所網站 （页面存档备份，存于）（繁體中文）
- 後龍鎮公所的Facebook專頁
- YouTube上的苗栗縣後龍鎮公所頻道